# Havenhuis (Antwerpen)
Het Havenhuis is een gebouw op het Antwerpse Eilandje. Het is ontworpen door de Brits-Irakese architecte Zaha Hadid. Sinds 2016 is het de werkplek van vijfhonderd medewerkers van het Havenbedrijf Antwerpen. Het staat aan de Siberiastraat of Kaai 63 aan de noordelijke kop van het Kattendijkdok. Uit eerbetoon aan de architecte heet het plein voor het Havenhuis sinds september 2016 Zaha Hadidplein. Het Havenhuis was eerder gevestigd aan de Entrepotkaai aan het Willemdok.

## Het gebouw
Het gebouwencomplex is een samengaan van de oude beschermde, in 1922 naar een ontwerp van architect Emiel Van Averbeke opgetrokken brandweerkazerne, en nieuwbouw rond en boven dit gebouw. De nieuwbouw oogt als de romp van een zeilschip met een vooruitgestoken boeg en herkenbare zeeg met het oppervlak van de facetten van een diamant gericht naar het Kattendijkdok. Het zijn symbolen van Antwerpen als wereldhaven en centrum van diamantnijverheid. Het hooggestoken balkvormig volume boven de bestaande kazerne steunt op drie betonnen kokers waarin de trappen en liften verwerkt zijn. De bovenbouw is 111 meter lang, 24 meter breed en 21 meter hoog, waardoor het gebouw 46 meter hoog is. De pijler aan de buitenzijde krijgt een lift met panoramisch uitzicht. De buitengevels en de bedaking van de vroegere kazerne zijn onveranderd. De vroegere binnenplaats van de kazerne werd overdekt met glas en doet dienst als ontvangsthal.

## Toegankelijkheid

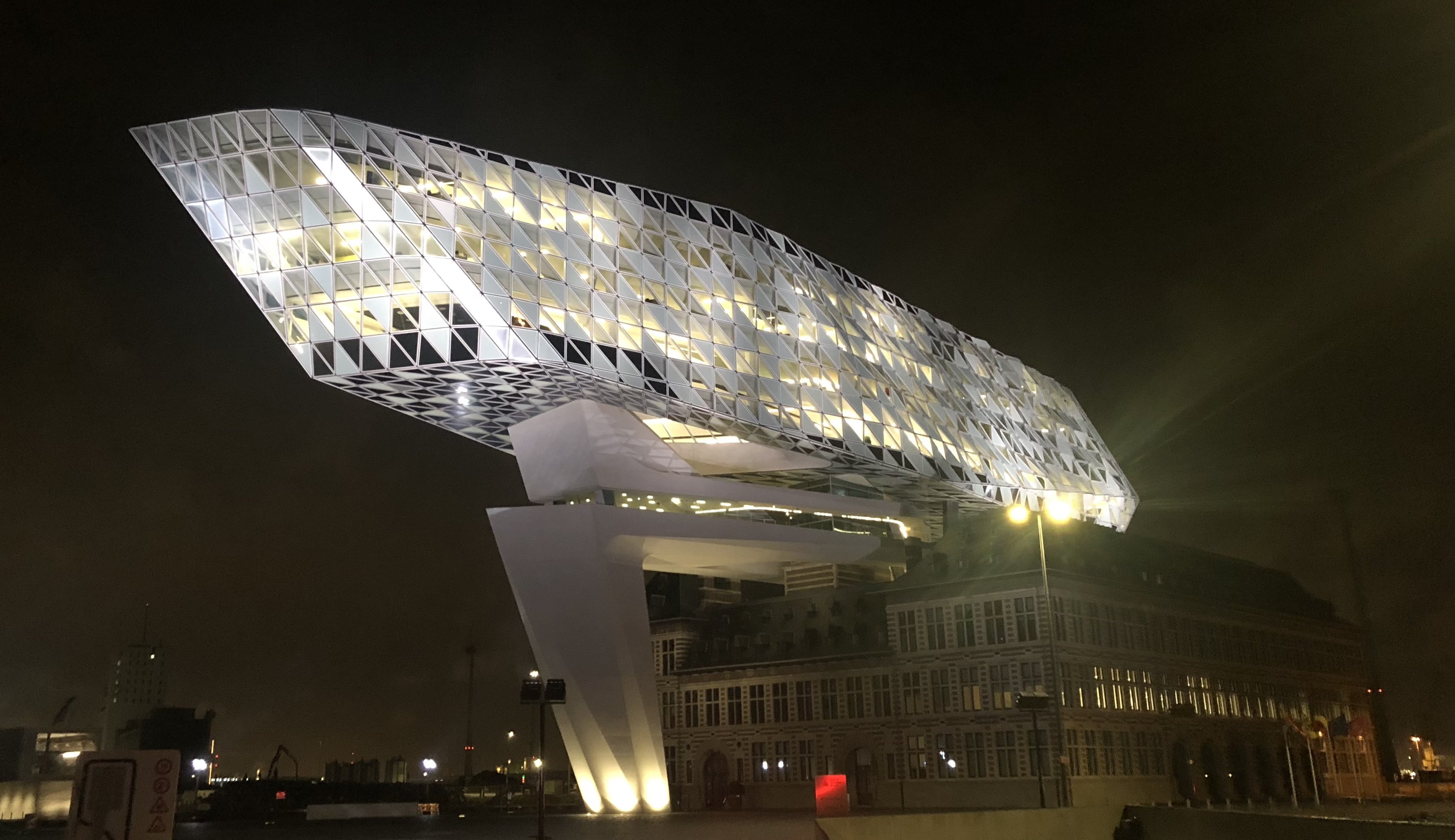
Havenhuis in 2023

Toenmalig havenschepen Marc Van Peel  gaf aan dat het gebouw na de diensturen of tijdens de weekends zou opengesteld worden voor het publiek. Het atrium is toegankelijk op weekdagen tijdens kantooruren. Er zijn twee zalen, een auditorium en de Event Hall Marc Van Peel die verhuurd worden voor seminaries of workshops. Er kan een geleide rondleiding gevolgd worden en sinds 2023 is in de hal een koffiebar gevestigd die ook voor bezoekers toegankelijk is. Men kan in de zogenoemde boeg van de scheepsvormige diamant met een zicht op de haven een toelichting krijgen over de activiteiten van de Antwerpse haven. Op wens van de havenschepen werd het havengebouw in 2019 door een tramlijn met het station Antwerpen-Centraal verbonden.

## Duurzaam karakter
In 2016 behaalde Het Havenhuis het BREEAM-label ‘Very Good’. Dit is een internationale evaluatie en quotatie van het integrale duurzaamheidsprofiel voor gebouwen. Dit label hebben ze behaald dankzij de hoge normen die ze nastreefden bij de realisatie, enkele belangrijke voorbeelden van de duurzaamheid:
- Een boorgat-energie-opslagsysteem zorgt voor de verwarming en de koeling van het gebouw.
- Watervrije urinoirs en bewegingsdetectie minimaliseren het waterverbruik.
- Gebouwautomatisatie en optimale daglichtregeling beperken de behoefte aan kunstlicht.

## Wetenswaardigheden
- In maart 2018 werd het Havenhuis bekroond met de jaarlijkse prijs van de MIPIM (Marché International des Professionnels de l’IMmobilier) te Cannes als "best refurbished building" (het best gerenoveerde gebouw).[3]

- Op 12 februari 2021 werd in het gebouw de oprichting van Port of Antwerp Bruges aangekondigd, de fusie van de haven van Antwerpen en de haven van Zeebrugge.